# آدامووو، ولیکه لاشچه
آدامووو، ولیکه لاشچه (اسلوونیایی: Adamovo, Velike Lašče) در اسلوونی است که در کارنیولای سفلی واقع شده‌است.

## خصوصیات
ادمووا ۰٫۶ کیلومترمربع مساحت و ۱۳ نفر جمعیت دارد و ۵۱۴٫۴ متر بالاتر از سطح دریا واقع شده‌است.